# Velika Hrastilnica
 Velika Hrastilnica  falu Horvátországban Zágráb megyében. Közigazgatásilag Križhez tartozik.

## Fekvése
Zágrábtól 40 km-re délkeletre, községközpontjától  4 km-re délnyugatra, az A3-as autópálya mellett  fekszik.

## Története
1931-ig a mai Mala Hrastilnicával együtt Hrastilnica része volt, lakosságát is vele együtt számították. Népességét csak 1948-óta számítják önállóan.
1857-ben 301, 1910-ben 286 lakosa volt. Trianon előtt Belovár-Kőrös vármegye Križi járásához tartozott. A településnek 2001-ben 184 lakosa volt.

## Lakosság
| Lakosság változása | Lakosság változása | Lakosság változása | Lakosság változása | Lakosság változása | Lakosság változása | Lakosság változása | Lakosság változása | Lakosság változása | Lakosság változása | Lakosság változása | Lakosság változása | Lakosság változása | Lakosság változása | Lakosság változása |
| ------------------ | ------------------ | ------------------ | ------------------ | ------------------ | ------------------ | ------------------ | ------------------ | ------------------ | ------------------ | ------------------ | ------------------ | ------------------ | ------------------ | ------------------ |
| 1857               | 1869               | 1880               | 1890               | 1900               | 1910               | 1921               | 1931               | 1948               | 1953               | 1961               | 1971               | 1981               | 1991               | 2001               |
| 301                | 311                | 245                | 241                | 251                | 286                | 316                | 368                | 276                | 276                | 251                | 198                | 153                | 157                | 184                |

## Külső hivatkozások
Križ község hivatalos oldala